# Orlovský most
Orlovský most je soumostí dvou souběžných silničních mostů v Považské Bystrici na silnici číslo II/517, které překonávají řeku Váh a železniční trať Bratislava–Žilina. První most byl postaven v letech 1933–1935 jako most M. R. Štefánika. Na konci dubna 1945 byl most ustupujícími německými vojsky z větší části zničen. V letech 1946 – 1949 byl most znovu vybudován a pojmenován most Slobody. Později byl místními obyvateli nazýván Orlovský most. V letech 1992–1997 byl postaven paralelní most „dvojče“. Hlavní tíhu dálkové silniční dopravy převzal v roce 2010 nedaleká estakáda na dálnici D1. V roce 2015 bylo rozhodnuto o generální opravě původního mostu.

## Historie

### Před stavbou mostu
Překonání řeky Váh u Považské Bystrice bylo možné pouze pomocí přívozů. V době povodní a nepřízně počasí byla ale tato doprava vyloučena. Od roku 1883, kdy byla uvedena do provozu železniční trať Zlatovce–Žilina, bylo možné překročit řeku po železničních mostech u Nimnice a u Dolného Milochova. Tyto mosty byly určeny výhradně pro železniční dopravu. Přesto byly používány i pěšími a to i přes přísný zákaz a vysokou pokutu. Tato skutečnost vedla k několika tragickým neštěstím.
V roce 1924 a v roce 1927 správa okresu iniciovala stavbu silničního mostu, ale neúspěšně. Teprve třetí iniciativa v souvislosti se stavbou zbrojovky v Považské Bystrici v roce 1929 byla úspěšná. Odhadovaný náklad byl 4,5 milionů korun, přičemž se obce považskobystrického okresu zavázaly, že uhradí 20 % nákladů. Dne 28. ledna 1930 navštívil místo plánované stavby tehdejší ministr veřejných prací ČSR Jan Dostálek. V říjnu téhož roku přislíbilo ministerstvo financí příspěvek 3 miliony Kčs. Projekt mostu byl svěřen Ing. Ivanu Grebeníkovi z technického odboru krajského úřadu. Stavební povolení bylo uděleno 19. prosince 1930. Hospodářská krize ale začátek stavby oddálila.

### Stavba mostu
V lednu 1932 vypsal krajinský úřad soutěž na dodavatele stavby. V dubnu byla stavba zadána firmě Ing. Artur Komlos z Bratislavy, pomocné práce prováděla firma Leimdörfer. Nejdříve byl zbudován nadjezd přes železniční trať. Stavba mostu přes Váh začala v zimě 1932/33 po odklonění toku řeky. Současně probíhalo i prohloubení koryta řeky. Hlavní část mostu měla zahrnovat čtyři oblouky mezi pěti pilíři. Délka přemostění byla 235 metrů, vozovka byla široká 4,8 metru, po obou stranách byly chodníky o šířce 1,2 metru. Předpokládaný termín dokončení na konci roku 1934 byl ovlivněn katastrofální povodní 17.–20. července 1934. Voda zalila staveniště a odplavila značné množství stavebního materiálu. Vedoucí stavby Ing. Igor Žalkovský poté navrhl zbudovat další mostní pole, aby se zvýšil průtok korytem v případě podobných živelních událostí. Změna projektu byla schválena Obecním zastupitelstvem v Považské Bystrici a v listopadu 1934 začaly práce na pátém oblouku. Tím se délka přemostění zvětšila na 280 metrů.
Stavba mostu byla prakticky dokončena v létě 1935. V listopadu proběhla zatěžovací zkouška mostu. Most byl nazván "most Milana Rastislava Štefánika" nebo lidově "Štefánikův most". Oficiálně byl provoz zahájen 8. prosince 1935 v 8 hodin ráno. Slavnostní otevření mělo proběhnout až při vhodném výročí M. R. Štefánika (pro tento účel byl položen u mostu základní kámen plánovaného Štefánikova pomníku). Proto bylo otevření mostu pouze vybubnováno místním bubeníkem.

### Druhá světová válka

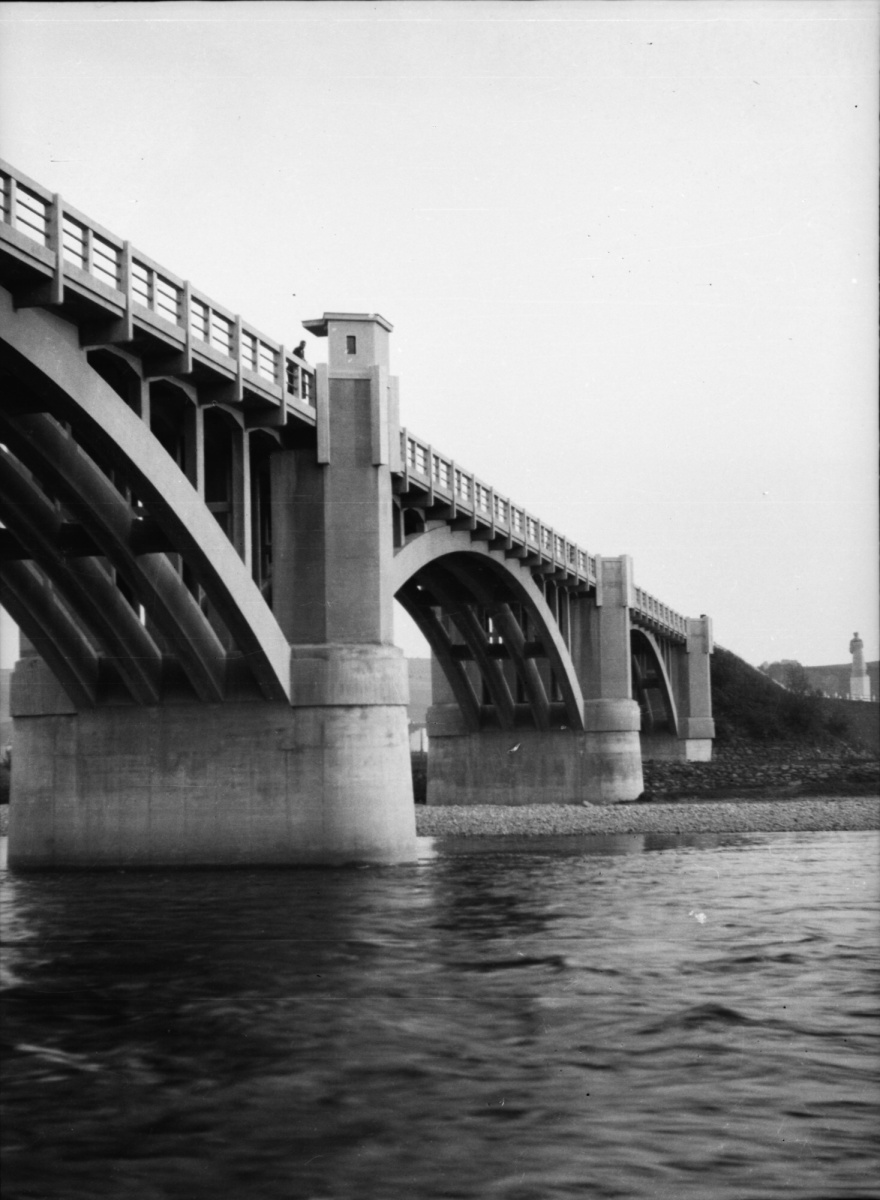
Orlovský most v Považské Bystrici, stanoviště vojenské hlídky během 2. světové války.

Most, jako strategický přechod přes řeku Váh, byl předmětem pozornosti vojenských kruhů. Od srpna 1944 byl bráněn slovenskými gardisty před povstalci Slovenského národního povstání. Byly zde zřízeny též obranné zákopy na předpolích mostu. Dne 30. dubna 1945 v 7:10 hodin ráno ustupující nacistické vojsko vyhodilo most do povětří jen několik hodin před příchodem rumunských osvobozovacích vojsk. Čtyři mostní oblouky včetně tří mezilehlých pilířů byly zcela zničeny.

### Poválečná obnova

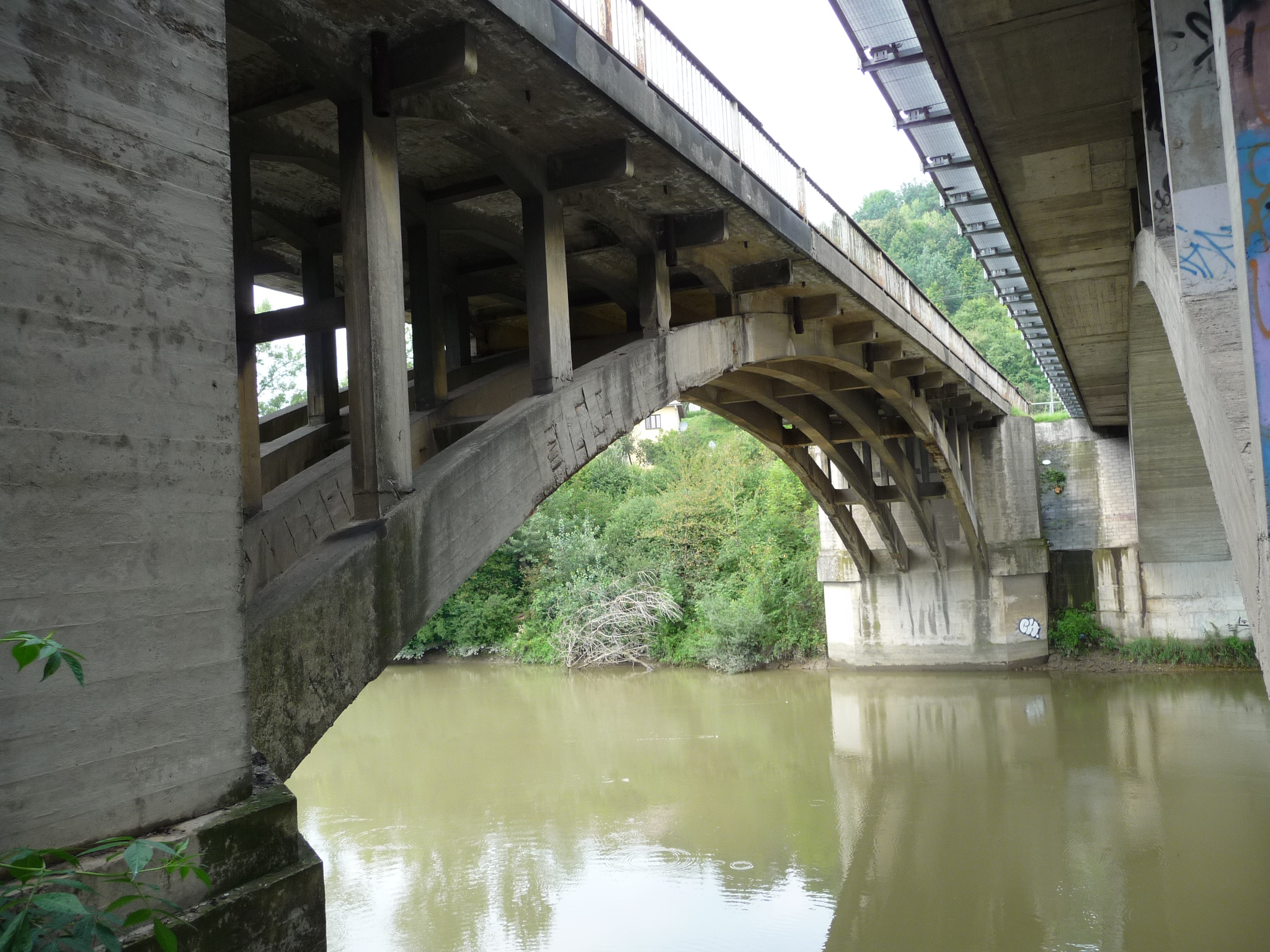
Zachované pole původního mostu

Již v květnu 1945 začaly první práce na opravě mostu. Z mostu a jeho okolí bylo odstraněno 368 min a byly zarovnány obranné zákopy. V létě 1945 začaly práce na odstranění trosek mostu z koryta řeky. Větší celky byly rozbíjeny pomocí nevybuchlé munice z války a poté v menších kusech vyzdvihovány z koryta řeky na břeh. Tyto práce byly dokončeny koncem září 1945. Na vlastní rekonstrukci mostu však chyběly finance, byl pouze opraven železniční nadjezd. Dopravu přes Váh tak opět zajišťovaly přívozy, které byly v provozu až do roku 1950.
Stavbu se představitelům okresu podařilo zařadit stavbu do Dvouletého hospodářského plánu na poválečnou obnovu Československa. Projekt byl vypracován na Povereníctvu techniky v Bratislavě a kopíroval strukturu původního mostu s oblouky s rozpětím 45 – 50 – 50 – 45 – 45 metrů. Do projektu bylo zahrnuto i jedno nezničené pole původního předválečného mostu a základy původních pilířů. Změnila se podoba mostovky, která měla obsahovat dlážděnou vozovku širokou 6 metrů a jeden chodník o šířce 1 metr.
Stavba byla zadána moravské firmě Ing. Kodl a Pajkrt a začala již v roce 1946. Časový harmonogram ale měl koncem roku 1947 časový skluz. Proto byla po žádosti představitelů Považské Bystrice u ministerstva dopravy a veřejných prací přizvána druhá dodavatelská firma: Československé stavební závody n. p., aby se podařilo stavbu dokončit v rámci dvouletky. Navzdory tomu byla stavba dokončena až v druhé polovině roku 1949.
Slavnostní otevření mostu bylo provedeno v předvečer Velké říjnové socialistické revoluce, 6. listopadu 1949. Po projevech na shromáždění v Považské Bystrici se účastníci přesunuli k mostu, který byl slavnostně otevřen a dostal nové jméno most Slobody.

### Další práce
V roce 1950 byl přidán druhý chodník o šířce 1 metr. V šedesátých letech byly čedičové dlažební kostky nahrazeny asfaltovým povrchem. V osmdesátých letech 20. století kapacita mostu přestala dostačovat. V roce 1984 byl vypracován projekt na přestavbu železničního nadjezdu a v roce 1987 projekt na zhotovení paralelního mostu – dvojčete tak, aby se kapacita mostu zdvojnásobila. Projekt vypracoval Dopravoprojekt Bratislava pod vedením Ing. Vladimíra Pionteka. Stavbu zpomalily události podzimu 1989 a následné společenské změny. První část projektu – oprava železničního nadjezdu byla zahájena v roce 1992. Vlastní stavba paralelního mostu začala až po vzniku samostatného Slovenska 30. listopadu 1993. Plánovaný termín byl dva roky a předpokládané náklady 97 milionů Sk. Mostovka obsahovala vozovku širokou 8 metrů a chodník široký 3 metry. Světlá vzdálenost mezi starým a novým mostem je 3 metry. Dále byly do nového mostu přeloženy veškeré inženýrské sítě. Stavba byla dokončena v roce 1997 a náklady dosáhly výše 134 milionů Sk. Most byl slavnostně uveden do provozu 21. listopadu 1997 představiteli vlády Slovenské republiky v rámci jejich výjezdního zasedání.
Tíhu dálkové dopravy převzal v roce 2010 nedaleký nový most na dálnici D1. Stav původního mostu, který obsahuje i jedno pole z třicátých let 20. století, byl označen jako havarijní. Vláda Slovenské republiky proto dne 25. 3. 2015 odsouhlasila financování opravy původního mostu.